# Västanede
Västanede är en kyrkby i Håsjö socken i Bräcke kommun. Orten är kyrkort för Håsjö nya kyrka. Fram till 2005 räknades Västanede av SCB som en småort.